# 砺中町
砺中町（とちゅうまち）は、かつて富山県西礪波郡にあった町。現在の小矢部市の東南部に位置し、津沢を中心に水島・薮波・東蟹谷・西野尻の5地区から成る。

## 沿革
- 1954年（昭和29年）
  - 7月20日 - 西礪波郡津沢町、藪波村及び水島村が合併して、西礪波郡砺中町が発足する。
  - 11月18日 - 西礪波郡砺中町及び東蟹谷村が合併して、西礪波郡砺中町が発足する。
- 1957年（昭和32年）8月1日 - 西礪波郡西野尻村の区域の一部（大字興法寺、下川崎、戸区）を編入する[1]。
- 1962年（昭和37年）8月1日 - 西礪波郡石動町及び砺中町が合併して、小矢部市が発足する。

## 娯楽
1960年（昭和35年）の砺中町には以下の映画館が存在した。
- 砺中劇場
- 小矢部座